# دنا ز

بنية الدنــا ز.

الدنـا ز (بالإنجليزية: Z-DNA)‏ أو الحمض النووي الريبوزي منقوص الأكسجين ز هو أحد الأشكال التي يتخذها اللولب المزدوج للدنا وهو يساري الإتجاه (عكس الدنا ب الأكثر شيوعا) حيث تلتف سلسلتا لولبه المزدوج حول المحور بنمط متعرج، ويعتقد أن الدنا ز أحد ثلاثة أكثر هياكل اللولب المزدوج نشاطا رفقة الدنا أ والدنا ب.

## البنية
تختلف بنية الدنا ز عن البنيات اليمينية، في الواقع عادة ما تتم مقارنتها مع الدنا ب لتوضيح الاختلافات الكبيرة. الدنا ز يساري الاتجاه ولديه بنية تتكرر كل 2 من القواعد الزوجية. عكس الدنا أ وب الثلمان الكبير والصغير في الدنا ز يظهران اختلافا صغيرا في العرض. تَشكُلُ هذه البنية في الغالب غير ملائم إلا أن بعض الظروف قد تؤدي إلى ذلك مثل: تناوب التسلسل بيورين-بيريميدين (خاصة متعدد 2(dGC))، لف الدنا الفائق السلبي أو الوسط العالي الملوحة أو الكاتيونات (جميعها في درجة الحرارة 37 °C، وpH 7.3-7.4). يمكن للدنا ز تكوين نقاط اتصال مع الدنا ب في بنية يتم فيها دفع أزواج قاعدية للخارج.
هيئة الدنا ز صعبة الدراسة لأنها لا توجد كأحد الهيئات المستقرة للولب المزدوج وإنما هي بنية انتقالية تظهر أحيانا نتيجة وظيفة بيولوجية ما ثم تختفي بسرعة.

## مقارنة بين الأشكال الرئيسية الثلاث
| خصائص                                                | دنا أ        | دنا ب        | دنا ز                                     |
| ---------------------------------------------------- | ------------ | ------------ | ----------------------------------------- |
| اتجاه اللولب المزدوج                                 | يمين         | يمين         | يسار                                      |
| تكرار الوحدة                                         | 1 bp         | 1 bp         | 2 bp                                      |
| زاوية دوران اللولب المزدوج لكل زوج قاعدي             | 32,7°        | 34,3°        | 60°/2                                     |
| عدد الأزواج القاعدية لكل دورة للولب المزدوج          | 11           | 10,5         | 12                                        |
| السن اللولبي للولب المزدوج لكل دورة                  | 2.82 نانومتر | 3.32 نانومتر | 4.56 نانومتر                              |
| البعد بين القواعد داخل اللولب المزدوج                | 0.26 نانومتر | 0.34 نانومتر | 0.37 نانومتر                              |
| القطر                                                | 2.3 نانومتر  | 2.0 نانومتر  | 1.8 نانومتر                               |
| انحناء الأزواج القاعدية بالنسبة لمحور اللولب المزدوج | +19°         | −1,2°        | −9°                                       |
| متوسط الالتواء (propeller twist)                     | +18°         | +16°         | 0°                                        |
| اتجاه القواعد بالنسبة للسكر                          | عكس          | عكس          | بيريميدين : عكس بيورين : مع               |
| انحناء روابط ذرات السكر (Sugar pucker)               | 'C3-إندو     | 'C2 - إندو   | سايتوسين : 'C2 - إندو غوانين : 'C2 - إكسو |